# کاورو تاکایاما
کاورو تاکایاما (انگلیسی: Kaoru Takayama؛ زادهٔ ۸ ژوئیهٔ ۱۹۸۸) بازیکن فوتبال اهل ژاپن است.
از باشگاه‌هایی که در آن بازی کرده‌است می‌توان به باشگاه فوتبال کاشیوا ریسول اشاره کرد.